# Plantago glacialis
Plantago glacialis är en grobladsväxtart som beskrevs av B. G. Briggs. Carolin och Pulley. Plantago glacialis ingår i släktet kämpar, och familjen grobladsväxter. Inga underarter finns listade i Catalogue of Life.